# Ay an der Iller
Ay an der Iller ist der größte Stadtteil der Stadt Senden im bayerischen Landkreis Neu-Ulm. 

## Geographie
Das Kirchdorf liegt nordwestlich des Hauptortes der Stadt und ist mit diesem zwischenzeitlich baulich verbunden. Unmittelbar westlich des Ortes fließt die Iller.

## Geschichte
Früher lautete der Ortsname Oy, entwickelte sich aber später zu Ay. Erstmals historisch erwähnt wurde Ay als Oy situm apud Kirchberg im Jahre 1256. 
Das Wappen der ehemaligen Gemeinde zeigt auf der linken Seite ein Mühlrad, das für die zahlreichen ehemaligen Mühlen entlang des durch Ay fließenden Mühlbachs steht. Rechts ist ein Weberschiffchen zu sehen, das auf die 1857 gegründete Spinnerei und Weberei Ay verweist.
Am 1. Juli 1971 wurde Ay in die Stadt Senden eingegliedert.

## Baudenkmäler
- Maria-Hilf-Kapelle (Ay an der Iller)
- Siehe: Liste der Baudenkmäler in Ay an der Iller

## Persönlichkeiten
- Wilhelm Dreher (1892–1969), NS-Politiker und SS-Brigadeführer sowie ehrenamtlicher Richter am Volksgerichtshof